# Na lovu za tihotapci (Pet prijateljev)
V knjigi na Lovu za tihotapci se Anne, Dick, George, Julian in pes Timmy odpravijo na Odpadniški grič. Tam živi prijatelj strica Quentina, Lenoir s polsinom "Oglarčkom" njegovo polsestro Marybell in ženo. Prijatelji si želijo uživati v počitnicah in se družiti z "Oglarčkom" vendar se zopet znajdejo v nenavadni pustolovščini. Namreč Julian iz stolpa zagleda čudne luči, Timmy izgine v katakombah, strica Quentina pa med njegovim obiskom Tihotapskega vrha ugrabijo."Gluhi" služabnik Block lahko v resnici sliši in izkaže se, da je tudi on tihotapec. Ko prijatelji hocejo priti do konca tej uganki tudi sami postanejo žrtev gospoda Barlinga; glavnega tihotapca na Odpadniškem griču. Vendar vse reši Timmy, ki jih po zavitih katakombah popelje na plano in nazaj domov.